# ベイツ・モーテル (テレビドラマ)
『ベイツ・モーテル』（原題：Bates Motel）は、2013年3月18日から2017年4月24日までアメリカ合衆国・A&Eネットワークスで放送されたテレビドラマ。
映画『サイコシリーズ』の主人公ノーマン・ベイツの少年時代を描く前日譚であるが、舞台は現代のオレゴン州に設定されている。企画・製作総指揮はカールトン・キューズ、ケリー・エーリン。
アメリカ合衆国では全5シーズン、50回が放送されてシリーズは完結した。
日本ではWOWOWで2014年12月から副題をつけて放送された。
- 『サイコ前章「ベイツ・モーテル」』（第1シーズン）
- 『ベイツ・モーテル～サイコキラーの覚醒』（第2シーズン）
- 『ベイツ・モーテル～サイコキラーの衝動～』(第3シーズン)
- 『ベイツ・モーテル〜サイコキラーの暴走〜』(第4シーズン)
- 『ベイツ・モーテル～最終章～』(第5シーズン)

## あらすじ

### シーズン1のあらすじ
夫を亡くしたノーマは、人生を立て直そうと息子のノーマンを連れてアリゾナからオレゴンの田舎町に引っ越し、古いモーテルを購入して経営しようとする。だが街には隠された暗い側面があることが次第に明らかになる。ノーマンには異常性向があり、ノーマは息子を保護し管理しようともがく。ノーマンは地元の高校に通い始め、父親を殺されたばかりのブラッドリーと一夜を過ごし、難病に冒されたエマとは親友となる。
ある夜、モーテルの元の持ち主のサマーズが侵入してノーマをレイプする。帰ってきたノーマンが殴り倒し、ノーマが刺殺する。モーテルの評判を落とすことを恐れたノーマはサマーズの死体を隠すが、保安官ロメロと副保安官シェルビーは疑う。
疎遠だったノーマンの兄のディランも移り住んで来て、街の隠れたビジネスである麻薬にかかわる仕事を見つける。ノーマンとエマは街で人身売買が行われていたことを知る。サマーズの死体の一部が発見され、ノーマは逮捕される。ノーマンは証拠を盗み出そうとシェルビーの家に忍び込み、監禁された中国人の少女を見つける。ノーマは夫を殺したのがノーマンであるとディランに教える。
ノーマンとエマは監禁された少女を助け出すが、シェルビーがベイツ家を襲い、ディランに殺され、ロメロは事件をもみ消す。ジェイクと名乗る男がモーテルの最初の客となり、シェルビーから受け取るはずの人身売買の儲けをよこせとノーマを脅す。ノーマに助けを求められたロメロはジェイクを射殺する。ノーマンは親しくなった女教師ワトソンの家を訪ねるが、去った後にはワトソンの死体が横たわる。

### シーズン2のあらすじ
ノーマンはワトソンの家に行った記憶を失っている。その後もノーマンはしばしば意識を失い、沈黙するノーマとの間の溝が広がる。
四か月後、エマはモーテルで働いている。ブラッドリーは父親を殺した犯人を捜し、ワトソンと父親と麻薬組織のボスであるギルが三角関係であったことを知ってギルを殺す。ノーマンはブラッドリーを匿って逃がす。ワトソンの父親のフォードはディランとは別の麻薬組織のボスであることが分かる。
ギルに代わってゼインがディランのボスになり、フォードがギルを殺したと疑う。かつて妹のノーマを犯し、ディランを妊娠させたケイレブが街にやってくる。ノーマンは意識を失い、母親の人格になってケイレブを襲う。ノーマはフォードの協力を得て、モーテルから客を奪うバイパス道路の建設を止めようとし、市議会に席を得る。ディランはゼインを襲撃から守って負傷し、ゼインの姉のジョデイに世話を受ける。ノーマンはトラブルメイカーの娘コーディと親しくなるが、暴力的な父親と争って死を招いてしまい、コーディは街を離れる。
ゼインは保安官ロメロの家を焼き、フォードの倉庫を襲撃する。警察はワトソンの遺体に残された精液がノーマンのDNAと合致することを知り、ノーマは苦悩する。抗争を終わらせるため、フォードはノーマンを拉致して地下の箱に閉じ込め、ディランを脅してゼインを殺させようとする。弟に手を焼くジョディも同意する。ディランには守りを固めたゼインを殺すことができず、フォードに報告するが争いになって殺す。ロメロとディランはノーマンを救出する。
ロメロとディランはゼインをジョディの家に呼び寄せる。ゼインはジョディを殺し、ロメロがゼインを殺す。ロメロはディランの罪を問わず、麻薬組織のリーダーに据える。ノーマンは自分が無意識のうちに父やワトソンを殺したと疑うが、嘘発見器の検査はパスする。

### シーズン3のあらすじ
高校の最上級生になったノーマンは、病状の悪化したエマと一緒に自宅での学習を始める。疎遠だったノーマの母親が死に、家族とのつながりを求めるケイレブが町に戻ってディランと親睦を深める。ノーマはこれを知り激怒して家を出るが、兄の謝罪を受けて和解する。ノーマンはさらに異常な行動を見せ始め、しばしば意識を失いノーマのようにふるまう人格が現れる。ノーマは心理学者のジェームズと親しくなり、ノーマンがかつて父親を殺したことを漏らす。
モーテルの女性客が撃たれて死に、麻薬取引の証拠をノーマに残す。資産家のパリスが証拠を求めてノーマを脅し、ノーマは取引をパリスに持ちかける。パリスは保安官選挙での不支持をちらつかせてロメロも脅すが、ロメロはライバル候補のマーカスを殺す。ロメロは麻薬取引に父親が関わっていたことを知り、証拠をDEAに提出し、パリスを殺して大金を奪う。
ディランはエマと親しくなり、隣人のチックに頼まれてケイレブとともに銃を密輸して肺の移植費用を稼ごうとする。密輸は待ち伏せに会い失敗するが、ケイレブがチックから代金を脅し取る。ノーマンは母親が自分を療養施設に入れようとしていることを知り、戻ってきたブラッドリーと一緒に町を出ようとする。だが母親のようにふるまう人格がノーマンに現れ、息子を奪おうとするブラッドリーを殺してしまう。

### シーズン4のあらすじ
シーズン4はシーズン3の直後に始まる。ノーマンは複数の人格が現れて混乱する。ノーマはノーマンを高額な療養施設パインビューに入れようとし、医療保険を得るためにロメロと偽装結婚する。エマは肺の移植手術を受ける。ノーマの人格が現れたノーマンはエマの母親オードリーを殺してしまうが、ノーマが殺したと思い込む。
ノーマンは療養施設に入り、エドワーズ医師に、母が精神異常者で殺人者だと話す。エドワーズはノーマンの多重人格に気づき、治療を始める。ノーマンは母の結婚を知って退院する。
ロメロはパリスから奪った大金を隠し持ち、ノーマの家に越してくる。地元の銀行に勤める、パリスの資金をマネーロンダリングしていた、ロメロの元ガールフレンドのレベッカが、資金を隠した貸金庫の鍵を探してノーマの家を荒らす。チックが家のガラスの修理に来て、遺恨のあるケイレブを探す。ノーマはロメロを愛するようになり、過去をロメロに打ち明ける。麻薬取締局がレベッカを拘束しロメロにも疑いを向ける。
エマの父ウィルは娘の進学のためにシアトルへ引っ越し、ディランも同行する。オードリーの失踪を知ったディランはノーマンを疑う。家に戻ったノーマンは母とロメロが親密であることに怒る。ロメロとディランはノーマンを危険視してパインビューに戻そうとするが、ノーマンは母と無理心中を図ってノーマだけが死ぬ。ノーマンは母の死をディランにも知らせず、ロメロを排除して自分だけで母の葬儀を行う。レベッカを知らないと言った偽証罪により、麻薬取締局はロメロを逮捕する。ノーマンは埋葬した母の遺体を掘り起こして家に連れ戻す。

### シーズン5のあらすじ
母の死から2年がたち、ノーマンは一人でモーテルを経営する。母の死体を地下室に隠しことを忘れ、母は死を偽装して生きているという妄想にとらわれ、意識を失って母の人格が現れる頻度は増す。ディランとエマはシアトルで結婚して娘ケイティをもうけ、二人はノーマの死も知らない。ノーマンは母に似た容貌のマデリンと知り合うが、その夫のサム・ルーミスはモーテルで愛人のマリオン・クレインと浮気をする。
5年の刑期中のロメロはノーマンに刺客を送って失敗し、ノーマンはロメロに面会して嘲る。ロメロは他の囚人に暴行を受けて脱走する。チックはノーマンの妄想を知り、調子を合わせる。ケイレブはホワイトパイン・ベイに戻り、母の人格の現れたノーマンに監禁された後に逃げ出し、チックの車に轢かれて死ぬ。ノーマンはマデリンと親しくなるが、母の幻が邪魔をする。ノーマンは自分に母の人格が現れることを知る。
マリオンは事務所の大金を持ち逃げしサムとモーテルで待ち合わせするが、サムが妻帯者であったことを知って去る。ノーマンはシャワーを浴びるサムを殺す。湖から刺客の遺体が見つかり、捜査を恐れるノーマンは母の死体を山に隠す。母の死を知ったディランがノーマンに会いに来る。母の人格はディランを殺そうとし、ノーマンが必死に抑える。ノーマンは保安官にサム殺しを自白するが、母の人格はノーマンを支配して自白を否定する。ロメロはノーマの家に戻り、居合わせたチックを殺す。
エマの母オードリーの遺体も発見されてノーマンは死刑に直面し、弁護士は精神鑑定を主張する。エマも街にやってきて、ノーマンに面会してノーマの人格が現れていることを知る。ロメロは保安官事務所に押し入りノーマンを連れ出してノーマの死体のもとに案内させるが、ノーマンは逆襲してロメロを殺す。母の人格は去るが、ノーマンは母が生きている幻想にとらえられ、家に戻り母の死体をテーブルに座らせて兄をディナーに呼ぶ。ディランはナイフで殺されそうになるもノーマンを射殺する。モーテルは売りに出され、ディランはシアトルの妻と娘のもとに戻る。

## キャスト

### メイン
- ノーマ・ルイーズ・ベイツ（英語版） (ヴェラ・ファーミガ) (日本語吹替 日野由利加)
  - 夫を亡くし、屋敷とモーテルを買って息子ノーマンとともにオレゴンの田舎町に移り住む。ノーマンを溺愛。
- ノーマン・ベイツ（英語版） (フレディ・ハイモア) (日本語吹替 岡本信彦)
  - 高校生。たびたび意識を失い、その間の行動の記憶を無くす。
- ディラン・マセット (マックス・シエリオット) (日本語吹替 阪口周平)
  - ノーマンとは父親違いの兄で、母ノーマとは疎遠。町の主要産業である麻薬製造業で働く。
- エマ・ディコーディ (オリヴィア・クック) (日本語吹替 豊崎愛生)
  - ノーマンの同級生で親友。難病に苦しむ。
- ブラッドリー・マーティン (ニコラ・ペルツ) (日本語吹替 戸松遥)
  - ノーマンの同級生で学校の人気者。父親を殺した犯人を殺して町から逃げる。
- アレックス・ロメロ保安官 (ネスター・カーボネル) (日本語吹替 斉藤次郎)
  - ノーマの友人となる。町の麻薬産業を黙認する。
- ザック・シェルビー副保安官 (マイク・ヴォーゲル) (日本語吹替 玉木雅士)
  - 密かに人身売買に関わり、ディランに殺される。
- ケイレブ・カルフーン (ケニー・ジョンソン) (S2から登場)
  - ノーマの兄。実はディランの父。

### リカーリング
- ガナー:麻薬組織のディランの仲間。エマの初体験の相手 (S1-S4)
- ブレア・ワトソン:高校教師 (S1)
- ウィル・ディコーディ:エマの父親(S1-S4)
- ジェイク：モーテル初の宿泊客 (S1)
- リモ:麻薬組織のディランの仲間 (S1-S2)
- ギル：麻薬組織のディランのボス (S1)
- クリスティーン：ノーマの友人 (S2)
- ジョージ:クリスティーンの兄弟 (S2)
- ゼイン:ギルに代わる新しいボス (S2)
- ジョディ:ゼインの姉 (S2)
- ニック・フォード:別の麻薬組織のボスでブレア・ワトソンの父 (S2)
- コーディ:ノーマンのガールフレンドになるトラブルメーカー (S2)
- チック・ホーガン:ディランの山小屋の隣人 (S3-S5)
- ボブ・パリス:会員制のアーケイナム・クラブの経営者 (S3)
- ジェームズ・フィニガン:心理学の教授 (S3)
- マーカス・ヤング:保安官立候補者 (S3)
- オードリー:エマの母親 (S4)
- グレッグ・エドワーズ:精神療養施設パインビューの医師 (S4-S5)
- レベッカ・ハミルトン:ロメロの元ガールフレンド (S4)
- マデリン・ルーミス:雑貨店主 (S5)
- サム・ルーミス:マデリンの夫 (S5) (映画の主要人物)
- マリオン・クレイン（英語版）:サムの浮気相手 (S5) (映画の主要人物)
- ジェーン・グリーン:ロメロに代わる街の保安官 (S5)

## エピソード一覧

### シーズン一覧
| シーズン | シーズン | シーズン                               | エピソード | 米国での放送日 | 米国での放送日 |
|          |          | 邦題                                   | エピソード | 初回           | 最終回         |
| -------- | -------- | -------------------------------------- | ---------- | -------------- | -------------- |
|          | 1        | サイコ前章「ベイツ・モーテル」         | 10         | 2013年3月18日  | 2013年5月20日  |
|          | 2        | ベイツ・モーテル～サイコキラーの覚醒～ | 10         | 2014年3月3日   | 2014年5月5日   |
|          | 3        | ベイツ・モーテル～サイコキラーの衝動～ | 10         | 2015年3月9日   | 2015年5月11日  |
|          | 4        | ベイツ・モーテル〜サイコキラーの暴走〜 | 10         | 2016年3月7日   | 2016年5月16日  |
|          | 5        | ベイツ・モーテル〜最終章〜             | 10         | 2017年2月20日  | 2017年4月24日  |

### シーズン1 （2013年）
| 通算 | 話数 | タイトル         | 原題                           | 監督                  | 米国放送日    | 視聴者数 (万人) |
| ---- | ---- | ---------------- | ------------------------------ | --------------------- | ------------- | --------------- |
| 1    | 1    | 始まりの場所     | First You Dream, Then You Die  | タッカー・ゲイツ      | 2013年3月18日 | 304             |
| 2    | 2    | 怪しい町         | Nice Town You Picked, Norma... | タッカー・ゲイツ      | 2013年3月25日 | 284             |
| 3    | 3    | 僕は普通じゃない | What's Wrong with Norman       | ポール・A・エドワーズ | 2013年4月1日  | 282             |
| 4    | 4    | 信頼             | Trust Me                       | ヨハン・レンク        | 2013年4月8日  | 230             |
| 5    | 5    | 証拠             | Ocean View                     | David Straiton        | 2013年4月15日 | 266             |
| 6    | 6    | 真実             | The Truth                      | タッカー・ゲイツ      | 2013年4月22日 | 293             |
| 7    | 7    | 9号室の男        | The Man in Number 9            | S. J. Clarkson        | 2013年4月29日 | 299             |
| 8    | 8    | ノーマンと子犬   | A Boy and His Dog              | Ed Bianchi            | 2013年5月6日  | 271             |
| 9    | 9    | 溺れゆく女       | Underwater                     | タッカー・ゲイツ      | 2013年5月13日 | 248             |
| 10   | 10   | 暗闇             | Midnight                       | タッカー・ゲイツ      | 2013年5月20日 | 270             |

### シーズン2 （2014年）
| 通算 | 話数 | タイトル                 | 原題                   | 監督               | 米国放送日    | 視聴者数 (万人) |
| ---- | ---- | ------------------------ | ---------------------- | ------------------ | ------------- | --------------- |
| 11   | 1    | 忘れ得ぬ女               | Gone But Not Forgotten | タッカー・ゲイツ   | 2014年3月3日  | 307             |
| 12   | 2    | 疑惑の影                 | Shadow of a Doubt      | タッカー・ゲイツ   | 2014年3月10日 | 222             |
| 13   | 3    | 過去の訪問者             | Caleb                  | ロッジ・ケリガン   | 2014年3月17日 | 185             |
| 14   | 4    | 記憶と生きる             | Check-Out              | John David Coles   | 2014年3月24日 | 223             |
| 15   | 5    | エスケープ・アーティスト | The Escape Artist      | Christopher Nelson | 2014年3月31日 | 227             |
| 16   | 6    | 危険な選択               | Plunge                 | Ed Bianchi         | 2014年4月7日  | 224             |
| 17   | 7    | 推定無罪                 | Presumed Innocent      | ロクサン・ドースン | 2014年4月14日 | 244             |
| 18   | 8    | こわれゆく少年           | Meltdown               | Ed Bianchi         | 2014年4月21日 | 210             |
| 19   | 9    | 閉ざされた場所           | The Box                | タッカー・ゲイツ   | 2014年4月28日 | 225             |
| 20   | 10   | 幻覚の中の真実           | The Immutable Truth    | タッカー・ゲイツ   | 2014年5月5日  | 230             |

### シーズン3 （2015年）
| 通算 | 話数 | タイトル           | 原題                  | 監督                 | 米国放送日    | 視聴者数 (万人) |
| ---- | ---- | ------------------ | --------------------- | -------------------- | ------------- | --------------- |
| 21   | 1    | 家族の死           | A Death in the Family | タッカー・ゲイツ     | 2015年3月9日  | 214             |
| 22   | 2    | パーティへの招待状 | The Arcanum Club      | タッカー・ゲイツ     | 2015年3月16日 | 191             |
| 23   | 3    | 記憶の底から       | Persuasion            | Tim Southam          | 2015年3月23日 | 192             |
| 24   | 4    | 三角関係           | Unbreak-Able          | Christopher Nelson   | 2015年3月30日 | 171             |
| 25   | 5    | 取り引き           | The Deal              | ネスター・カーボネル | 2015年4月6日  | 176             |
| 26   | 6    | もう一人のノーマ   | Norma Louise          | Phil Abraham         | 2015年4月13日 | 169             |
| 27   | 7    | 最後の晩餐         | The Last Supper       | Ed Bianchi           | 2015年4月20日 | 169             |
| 28   | 8    | 落とし穴           | The Pit               | ロクサン・ドースン   | 2015年4月27日 | 176             |
| 29   | 9    | 崩壊の道へ         | Crazy                 | タッカー・ゲイツ     | 2015年5月4日  | 173             |
| 30   | 10   | 愛憎が生んだ幻覚   | Unconscious           | タッカー・ゲイツ     | 2015年5月11日 | 167             |

### シーズン4 （2016年）
| 通算 | 話数 | タイトル               | 原題                           | 監督               | 米国放送日    | 視聴者数 (万人) |
| ---- | ---- | ---------------------- | ------------------------------ | ------------------ | ------------- | --------------- |
| 31   | 1    | もう誰にも止められない | A Danger to Himself and Others | タッカー・ゲイツ   | 2016年3月7日  | 155             |
| 32   | 2    | おやすみ、ママ         | Goodnight, Mother              | Tim Southam        | 2016年3月14日 | 145             |
| 33   | 3    | 死が二人を分かつまで   | 'Til Death Do You Part         | Phil Abraham       | 2016年3月21日 | 146             |
| 34   | 4    | ひとときの暖かい光     | Lights of Winter               | T. J. Scott        | 2016年3月28日 | 152             |
| 35   | 5    | 歪んでいく現実         | Refraction                     | Sarah Boyd         | 2016年4月11日 | 1.42            |
| 36   | 6    | 愛するということ       | The Vault                      | Olatunde Osunsanmi | 2016年4月18日 | 133             |
| 37   | 7    | 家に帰りたい           | There's No Place Like Home     | Nestor Carbonell   | 2016年4月25日 | 135             |
| 38   | 8    | 心に開いた穴           | Unfaithful                     | Stephen Surjik     | 2016年5月2日  | 152             |
| 39   | 9    | 永遠に二人で           | Forever                        | Tim Southam        | 2016年5月9日  | 141             |
| 40   | 10   | ノーマンの世界         | Norman                         | タッカー・ゲイツ   | 2016年5月16日 | 150             |

### シーズン5 （2017年）
| 通算 | 話数 | タイトル         | 原題                         | 監督               | 米国放送日    | 視聴者数 (万人) |
| ---- | ---- | ---------------- | ---------------------------- | ------------------ | ------------- | --------------- |
| 41   | 1    | 暗闇の楽園       | The Convergence of the Twain | タッカー・ゲイツ   | 2017年2月20日 | 134             |
| 42   | 2    | 心が生み出す幻影 | Dark Paradise                | Sarah Boyd         | 2017年2月27日 | 128             |
| 43   | 3    | 逃走             | Bad Blood                    | Sarah Boyd         | 2017年3月6日  | 128             |
| 44   | 4    | 忍び寄る現実     | Hidden                       | Max Thieriot       | 2017年3月13日 | 125             |
| 45   | 5    | 崩壊の始まり     | Dreams Die First             | Nestor Carbonell   | 2017年3月20日 | 136             |
| 46   | 6    | マリオン         | Marion                       | Phil Abraham       | 2017年3月27日 | 130             |
| 47   | 7    | 一心同体         | Inseparable                  | Steph Green        | 2017年4月3日  | 126             |
| 48   | 8    | 囚われた心       | The Body                     | フレディ・ハイモア | 2017年4月10日 | 123             |
| 49   | 9    | 面会             | Visiting Hours               | Olatunde Osunsanmi | 2017年4月17日 | 122             |
| 50   | 10   | 夢に見ながら     | The Cord                     | Tucker Gates       | 2017年4月24日 | 141             |

## 評価
本作は高い評価を受け、様々な賞にノミネートされ、第40回サターン賞で主人公ノーマ・ルイーズ・ベイツ役のヴェラ・ファーミガがサターン主演女優賞を受賞した。